# Julián Álvarez
Julián Álvarez (* 31. Januar 2000 in Calchín, Provinz Córdoba) ist ein argentinischer Fußballspieler. Der Stürmer steht seit Sommer 2024 bei Atlético Madrid unter Vertrag. Er ist seit 2021 in der argentinischen Nationalmannschaft aktiv. Mit ihr gewann er 2021 sowie 2024 die Copa América und wurde 2022 Weltmeister.

## Karriere

### Verein

#### River Plate
Álvarez kam 2016 von Atlético Calchín zu River Plate. Bevor er zu River Plate wechselte, absolvierte Álvarez Probetrainings bei den Boca Juniors und bei Real Madrid, für die er bei einem Jugendturnier in fünf Spielen zwei Tore erzielte. Aufgrund von Altersbeschränkungen konnte er nicht zu Real wechseln. Álvarez wurde in der Saison 2018/19 unter Trainer Marcelo Gallardo in den Kader der ersten Mannschaft von River Plate berufen. Sein Ligadebüt gab er am 27. Oktober 2018 in einem Spiel der Primera División gegen Aldosivi.
Am 17. März 2019 erzielte Álvarez beim 3:0-Ligasieg gegen Independiente das erste Tor seiner Profikarriere. Im darauffolgenden Dezember traf er im Finale der Copa Argentina 2019 gegen Central Córdoba zum 3:0-Endstand für River. 2021 wurde der Stürmer von der Zeitung El País zu Südamerikas Fußballer des Jahres gewählt.

#### Manchester City
Ende Januar 2022 erwarb Manchester City die Transferrechte an Álvarez, der einen Vertrag bis zum 30. Juni 2027 unterschrieb und auf Leihbasis in Buenos Aires blieb. Der tatsächliche Wechsel erfolgte Anfang Juli 2022 während der Vorbereitung auf die Premier-League-Saison 2022/23. In seiner Debütsaison in England gewann er das Triple aus UEFA Champions League, FA Cup und englischer Meisterschaft, wobei Álvarez zum Ligatitel neun Tore in 31 Ligaspielen als Back-up-Stürmer hinter dem überragenden Erling Haaland beitrug. In der folgenden Saison 2023/24 wurde er erneut englischer Meister, wozu Álvarez elf Tore in 36 Einsätzen in der Premier League beitragen konnte. Von Trainer Pep Guardiola wurde er in dieser Saison verstärkt im offensiven Mittelfeld eingesetzt.

#### Atlético Madrid
Im August 2024 wechselte er zu Atlético Madrid und unterschrieb dort einen Vertrag bis 2030.

### Nationalmannschaft

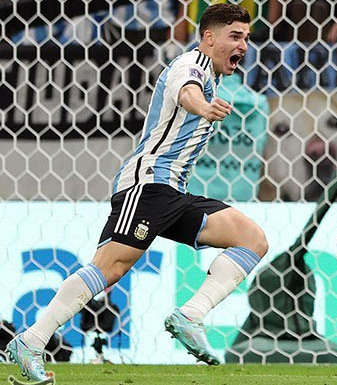
Álvarez bei der WM 2022

Sein Debüt für die argentinische Fußballnationalmannschaft gab er am 3. Juni 2021 in einem WM-Qualifikationsspiel gegen Chile. Er wurde in der 62. Minute für Ángel Di María eingewechselt. Er war Teil des Kaders, welcher die Copa América 2021 gewann.
Bei der Weltmeisterschaft 2022 in Katar verdrängte er Lautaro Martínez ab dem dritten Gruppenspiel in der Sturmspitze aus der Startelf. Álvarez kam in allen 7 Spielen (5-mal in der Startelf) zum Einsatz und steuerte 4 Tore, darunter einen Doppelpack beim 3:0-Sieg im Halbfinale gegen Kroatien, zum Gewinn des WM-Titels bei.
Knapp zwei Jahre später gewann der in bereits jungen Jahren hochdekorierte Álvarez ein zweites Mal die Copa América. Bei der Copa América 2024 kam er auf fünf Einsätze, in denen er zwei Tore erzielte. Kurze Zeit später nahm er mit der Olympiaauswahl am olympischen Fußballturnier 2024 teil.

## Titel und Auszeichnungen

### Nationalmannschaft
- Weltmeister: 2022
- Copa-América-Sieger (2): 2021, 2024
- Finalissima-Sieger: 2022

### Vereine
International
- Klub-Weltmeister: 2023 (Manchester City)
- Champions-League-Sieger: 2023 (Manchester City)
- UEFA-Super-Cup-Sieger: 2023 (Manchester City)
- Copa-Libertadores-Sieger: 2018 (River Plate)
- Recopa-Sudamericana-Sieger: 2019 (River Plate)

Argentinien
(alle River Plate)
- Meister: 2021
- Pokalsieger: 2019
- Sieger der Supercopa Argentina: 2019
- Sieger der Trofeo de Campeones de la Liga Profesional: 2021

England
(alle Manchester City)
- Meister (2): 2023, 2024
- Pokalsieger: 2023
- Supercupsieger: 2024 (ohne Einsatz)

### Auszeichnungen
- Nominierung für den Ballon d’Or: 2023 (7. Platz)
- Südamerikas Fußballer des Jahres: 2021